# Stati Uniti d'America ai XXIV Giochi olimpici invernali
Gli Stati Uniti d'America hanno partecipato ai XXIV Giochi olimpici invernali, che si sono svolti dal 4 al 20 febbraio 2022 a Pechino in Cina, con una delegazione composta da 223 atleti.

## Delegazione
La delegazione statunitense alle Olimpiadi invernali di Pechino è composta da 224 atleti che gareggeranno in 15 sport
| Sport                   | Donne | Uomini | Totale |
| ----------------------- | ----- | ------ | ------ |
| Biathlon                | 4     | 4      | 8      |
| Bob                     | 4     | 8      | 12     |
| Combinata nordica       | 0     | 5      | 5      |
| Curling                 | 6     | 5      | 11     |
| Freestyle               | 16    | 16     | 32     |
| Hockey su ghiaccio      | 23    | 25     | 48     |
| Pattinaggio di figura   | 8     | 8      | 16     |
| Pattinaggio di velocità | 5     | 7      | 12     |
| Salto con gli sci       | 1     | 4      | 5      |
| Sci alpino              | 11    | 6      | 17     |
| Sci di fondo            | 8     | 6      | 14     |
| Short track             | 5     | 2      | 7      |
| Skeleton                | 2     | 1      | 3      |
| Slittino                | 3     | 5      | 8      |
| Snowboard               | 12    | 14     | 26     |
| Totale                  | 108   | 116    | 224    |

## Medaglie
| Riepilogo quotidiano | Riepilogo quotidiano | Riepilogo quotidiano | Riepilogo quotidiano | Riepilogo quotidiano | Riepilogo quotidiano |
| -------------------- | -------------------- | -------------------- | -------------------- | -------------------- | -------------------- |
| Giorno               | Data                 | Oro                  | Argento              | Bronzo               | Totale               |
| 2º                   | 6                    | 0                    | 2                    | 0                    | 2                    |
| 3º                   | 7                    | 0                    | 1                    | 0                    | 1                    |
| 4º                   | 8                    | 0                    | 1                    | 1                    | 2                    |
| 5º                   | 9                    | 1                    | 1                    | 0                    | 2                    |
| 6º                   | 10                   | 3                    | 0                    | 0                    | 3                    |
| 7º                   | 11                   | 0                    | 0                    | 0                    | 0                    |
| 8º                   | 12                   | 1                    | 0                    | 0                    | 1                    |
| 9º                   | 13                   | 1                    | 0                    | 0                    | 1                    |
| 10º                  | 14                   | 1                    | 1                    | 2                    | 4                    |
| 11º                  | 15                   | 0                    | 0                    | 1                    | 1                    |
| 12º                  | 16                   | 1                    | 1                    | 0                    | 2                    |
| 13º                  | 17                   | 0                    | 1                    | 1                    | 2                    |
| 14º                  | 18                   | 0                    | 0                    | 0                    | 0                    |
| 15º                  | 19                   | 0                    | 1                    | 2                    | 3                    |
| 16º                  | 20                   | 0                    | 1                    | 0                    | 1                    |
| Totale               | Totale               | 8                    | 10                   | 7                    | 25                   |

### Medagliere per discipline
| Sport                   | Oro | Argento | Bronzo | Totale |
| ----------------------- | --- | ------- | ------ | ------ |
| Snowboard               | 3   | 1       | 0      | 4      |
| Freestyle               | 2   | 4       | 2      | 8      |
| Bob                     | 1   | 1       | 1      | 3      |
| Pattinaggio di figura   | 1   | 1       | 1      | 3      |
| Pattinaggio di velocità | 1   | 0       | 2      | 3      |
| Sci di fondo            | 0   | 1       | 1      | 2      |
| Sci alpino              | 0   | 1       | 0      | 1      |
| Hockey su ghiaccio      | 0   | 1       | 0      | 1      |
| Totale                  | 8   | 10      | 7      | 25     |

### Medaglie d'oro
| Medaglia | Nome                                                  | Sport                   | Evento                         |
| -------- | ----------------------------------------------------- | ----------------------- | ------------------------------ |
| Oro      | Lindsey Jacobellis                                    | Snowboard               | Snowboard cross femminile      |
| Oro      | Nathan Chen                                           | Pattinaggio di figura   | Pattinaggio di figura maschile |
| Oro      | Ashley Caldwell Christopher Lillis Justin Schoenefeld | Freestyle               | Salti misto                    |
| Oro      | Chloe Kim                                             | Snowboard               | Halfpipe femminile             |
| Oro      | Nick Baumgartner Lindsey Jacobellis                   | Snowboard               | Snowboard cross a squadre      |
| Oro      | Erin Jackson                                          | Pattinaggio di velocità | 500 m femminile                |
| Oro      | Kaillie Humphries                                     | Bob                     | Monobob femminile              |
| Oro      | Alexander Hall                                        | Freestyle               | Slopestyle maschile            |

### Medaglie d'argento
| Medaglia | Nome | Sport                 | Evento                |
| -------- | --- | --------------------- | --------------------- |
| Argento  | Julia Marino | Snowboard             | Slopestyle femminile  |
| Argento  | Jaelin Kauf | Freestyle             | Gobbe femminile       |
| Argento  | Nathan Chen Vincent Zhou Karen Chen Alexa Scimeca Knierim Brandon Frazier Madison Chock Evan Bates Madison Hubbell Zachary Donohue | Pattinaggio di figura | Gara a squadre        |
| Argento  | Ryan Cochran-Siegle | Sci alpino            | Supergigante maschile |
| Argento  | Colby Stevenson | Freestyle             | Big air maschile      |
| Argento  | Elana Meyers-Taylor | Bob                   | Monobob femminile     |
| Argento  | Nick Goepper | Freestyle             | Slopestyle maschile   |
| Argento  | Cayla Barnes Megan Bozek Hannah Brandt Dani Cameranesi Alexandra Carpenter Alex Cavallini Jesse Compher Kendall Coyne Schofield Brianna Decker Jincy Dunne Savannah Harmon Caroline Harvey Nicole Hensley Megan Keller Amanda Kessel Hilary Knight Abbey Murphy Kelly Pannek Maddie Rooney Abby Roque Hayley Scamurra Lee Stecklein Grace Zumwinkle | Hockey su ghiaccio    | Torneo femminile      |
| Argento  | David Wise | Freestyle             | Halfpipe maschile     |
| Argento  | Jessica Diggins | Sci di fondo          | 30 km femminile       |

### Medaglie di bronzo
| Medaglia | Nome                                                | Sport                   | Evento                          |
| -------- | --------------------------------------------------- | ----------------------- | ------------------------------- |
| Bronzo   | Jessica Diggins                                     | Sci di fondo            | Sprint femminile                |
| Bronzo   | Madison Hubbell Zachary Donohue                     | Pattinaggio di figura   | Danza su ghiaccio               |
| Bronzo   | Megan Nick                                          | Freestyle               | Salti femminile                 |
| Bronzo   | Casey Dawson Emery Lehman Joey Mantia Ethan Cepuran | Pattinaggio di velocità | Inseguimento a squadre maschile |
| Bronzo   | Sylvia HoffmanElana Meyers-Taylor                   | Bob                     | Bob a due femminile             |
| Bronzo   | Alex Ferreira                                       | Freestyle               | Halfpipe maschile               |

## Risultati

### Pattinaggio di figura
| Gara      | Atleta                              | Programma corto | Programma corto | Programma libero | Programma libero | Totale | Totale    |
| Gara      | Atleta                              | Punti           | Posizione       | Punti            | Posizione        | Punti  | Posizione |
| --------- | ----------------------------------- | --------------- | --------------- | ---------------- | ---------------- | ------ | --------- |
| Maschile  | Jason Brown                         | 97.24           | 6º Q            | 184.00           | 6º               | 281.24 | 6º        |
| Maschile  | Nathan Chen                         | 113.97          | 1º Q            | 218.63           | 1º               | 332.60 |           |
| Maschile  | Vincent Zhou                        | DNS             | DNS             | DNS              | DNS              | DNS    | DNS       |
| Femminile | Mariah Bell                         | 65.38           | 10ª Q           | 136.92           | 8ª               | 202.30 | 10ª       |
| Femminile | Karen Chen                          | 64.11           | 13ª Q           | 115.82           | 17ª              | 179.94 | 16ª       |
| Femminile | Alysa Liu                           | 69.50           | 8ª Q            | 139.45           | 7ª               | 208.95 | 7ª        |
| Coppie    | Alexa Knierim / Brandon Frazier     | 74.23           | 11ª Q           | 138.45           | 10ª              | 212.68 | 6ª        |
| Coppie    | Ashley Cain-Gribble / Timothy LeDuc | 74.13           | 7ª Q            | 123.92           | 9ª               | 198.05 | 8ª        |
| Danza     | Madison Chock / Evan Bates          | 84.14           | 4ª Q            | 130.63           | 4ª               | 214.77 | 4ª        |
| Danza     | Kaitlin Hawayek / Jean-Luc Baker    | 74.58           | 11ª Q           | 115.16           | 10ª              | 189.74 | 11ª       |
| Danza     | Madison Hubbell / Zachary Donohue   | 87.13           | 3ª Q            | 130.89           | 3ª               | 218.02 |           |

Gara a squadre
| Gara   | Atleta                                                       | Programma corto | Programma corto | Programma libero | Programma libero | Totale | Totale    |
| Gara   | Atleta                                                       | Punti           | Posizione       | Punti            | Posizione        | Punti  | Posizione |
| ------ | ------------------------------------------------------------ | --------------- | --------------- | ---------------- | ---------------- | ------ | --------- |
| Uomini | Nathan Chen Vincent Zhou                                     | 10              | 1ª              | 8                | 3ª               | 65     |           |
| Donne  | Karen Chen                                                   | 6               | 5ª              | 7                | 4ª               | 65     |           |
| Coppie | Alexa Knierim / Brandon Frazier                              | 10              | 1ª              | 6                | 5ª               | 65     |           |
| Danza  | Madison Hubbell / Zachary Donohue Madison Chock / Evan Bates | 8               | 3ª              | 10               | 1ª               | 65     |           |

### Pattinaggio di velocità
Maschile
| Atleta        | Evento | Tempo   | Posizione |
| ------------- | ------ | ------- | --------- |
| Austin Kleba  | 500 m  | 35"168  | 23º       |
| Jordan Stolz  | 500 m  | 35"08   | 19º       |
| Austin Kleba  | 1000 m | 1'10"67 | 29º       |
| Jordan Stolz  | 1000 m | 1'09"12 | 14º       |
| Casey Dawson  | 1500 m | 1'49"45 | 28º       |
| Emery Lehman  | 1500 m | 1'45"78 | 11º       |
| Joey Mantia   | 1500 m | 1'45"26 | 6º        |
| Ethan Cepuran | 5000 m | 6'25"97 | 17º       |
| Emery Lehman  | 5000 m | 6'21"80 | 16º       |

Femminile
| Atleta        | Evento | Tempo   | Posizione |
| ------------- | ------ | ------- | --------- |
| Brittany Bowe | 500 m  | 38"04   | 16ª       |
| Kimi Goetz    | 500 m  | 38"25   | 18ª       |
| Erin Jackson  | 500 m  | 37"04   |           |
| Brittany Bowe | 1000 m | 1'14"61 |           |
| Kimi Goetz    | 1000 m | 1'15"40 | 7ª        |
| Brittany Bowe | 1500 m | 1'55"81 | 10ª       |
| Mia Kilburg   | 1500 m | 1'59"11 | 20ª       |
| Mia Kilburg   | 3000 m | 4'13"42 | 19ª       |

### Salto con gli sci
| Atleta                                                   | Evento                       | Qualificazione | Qualificazione | Qualificazione | Finale          | Finale          | Finale          | Finale          | Finale          | Finale          | Finale          | Finale          |
| Atleta                                                   | Evento                       | Qualificazione | Qualificazione | Qualificazione | Primo salto     | Primo salto     | Primo salto     | Secondo salto   | Secondo salto   | Secondo salto   | Totale          | Totale          |
| Atleta                                                   | Evento                       | Lunghezza      | Punti          | Posizione      | Lunghezza       | Punti           | Posizione       | Lunghezza       | Punti           | Posizione       | Punti           | Posizione       |
| -------------------------------------------------------- | ---------------------------- | -------------- | -------------- | -------------- | --------------- | --------------- | --------------- | --------------- | --------------- | --------------- | --------------- | --------------- |
| Kevin Bickner                                            | Trampolino normale maschile  | 78,0 m         | 61,8           | 43º Q          | 95,0 m          | 108,1           | 43º             | Non qualificato | Non qualificato | Non qualificato | Non qualificato | Non qualificato |
| Decker Dean                                              | Trampolino normale maschile  | 81,0 m         | 66,6           | 42º Q          | 90,0 m          | 106,6           | 44º             | Non qualificato | Non qualificato | Non qualificato | Non qualificato | Non qualificato |
| Patrick Gasienica                                        | Trampolino normale maschile  | 81,5 m         | 61,2           | 44º Q          | 87,0 m          | 89,8            | 49º             | Non qualificato | Non qualificato | Non qualificato | Non qualificato | Non qualificato |
| Casey Larson                                             | Trampolino normale maschile  | 79,0 m         | 69,8           | 41º Q          | 96,5 m          | 113,2           | 39º             | Non qualificato | Non qualificato | Non qualificato | Non qualificato | Non qualificato |
| Anna Hoffmann                                            | Trampolino normale femminile | 64,5 m         | 36,2           | 37ª            | Non qualificata | Non qualificata | Non qualificata | Non qualificata | Non qualificata | Non qualificata | Non qualificata | Non qualificata |
| Kevin Bickner                                            | Trampolino lungo maschile    | 110,5 m        | 84,3           | 45º Q          | 125,0 m         | 110,0           | 39º             | Non qualificato | Non qualificato | Non qualificato | Non qualificato | Non qualificato |
| Decker Dean                                              | Trampolino lungo maschile    | 112,0 m        | 94,9           | 38º Q          | 120,0 m         | 100,9           | 45º             | Non qualificato | Non qualificato | Non qualificato | Non qualificato | Non qualificato |
| Patrick Gasienica                                        | Trampolino lungo maschile    | 101,5 m        | 63,6           | 53º            | Non qualificato | Non qualificato | Non qualificato | Non qualificato | Non qualificato | Non qualificato | Non qualificato | Non qualificato |
| Casey Larson                                             | Trampolino lungo maschile    | 116,5 m        | 89,2           | 43º Q          | 123,0 m         | 107,5           | 43º             | Non qualificato | Non qualificato | Non qualificato | Non qualificato | Non qualificato |
| Kevin Bickner Decker Dean Patrick Gasienica Casey Larson | Gara a squadre maschile      | N.D.           | N.D.           | N.D.           | 407,0           | 261,0           | 10ª             | Non qualificato | Non qualificato | Non qualificato | Non qualificato | Non qualificato |

### Snowboard
Freestyle
| Atleta           | Evento               | Qualificazioni | Qualificazioni | Qualificazioni | Qualificazioni | Qualificazioni | Finale          | Finale          | Finale          | Finale          | Finale          |
| Atleta           | Evento               | Run 1          | Run 2          | Run 3          | Migliore       | Posizione      | Run 1           | Run 2           | Run 3           | Migliore/Totale | Posizione       |
| ---------------- | -------------------- | -------------- | -------------- | -------------- | -------------- | -------------- | --------------- | --------------- | --------------- | --------------- | --------------- |
| Chris Corning    | Big air maschile     | 64.25          | 17.50          | 81.75          | 146.00         | 10º Q          | 92.00           | 35.50           | 64.00           | 156.00          | 7º              |
| Sean FitzSimons  | Big air maschile     | 53.25          | 68.75          | 16.25          | 122.00         | 17º            | Non qualificato | Non qualificato | Non qualificato | Non qualificato | Non qualificato |
| Red Gerard       | Big air maschile     | 75.50          | 80.00          | 78.75          | 158.75         | 3º Q           | 82.50           | 19.25           | 83.25           | 165.75          | 5º              |
| Dusty Henricksen | Big air maschile     | 23.00          | 72.75          | 20.75          | 93.50          | 21º            | Non qualificato | Non qualificato | Non qualificato | Non qualificato | Non qualificato |
| Lucas Foster     | Halfpipe maschile    | 42.00          | 21.50          | N.D.           | 42.00          | 17º            | Non qualificato | Non qualificato | Non qualificato | Non qualificato | Non qualificato |
| Taylor Gold      | Halfpipe maschile    | 81.25          | 83.50          | N.D.           | 83.50          | 7º Q           | 81.75           | 25.00           | 20.00           | 81.75           | 5º              |
| Chase Josey      | Halfpipe maschile    | 15.75          | 69.50          | N.D.           | 69.50          | 12º Q          | 62.50           | 23.00           | 79.50           | 79.50           | 7º              |
| Shaun White      | Halfpipe maschile    | 24.25          | 86.25          | N.D.           | 86.25          | 4º Q           | 72.00           | 85.00           | 14.75           | 85.00           | 4º              |
| Chris Corning    | Slopestyle maschile  | 48.48          | 69.30          | N.D.           | 69.30          | 11º Q          | 31.58           | 20.78           | 65.11           | 65.11           | 6º              |
| Sean FitzSimons  | Slopestyle maschile  | 78.76          | 26.75          | N.D.           | 78.76          | 3º Q           | 29.48           | 29.61           | 26.61           | 29.61           | 13º             |
| Red Gerard       | Slopestyle maschile  | 78.20          | 43.95          | N.D.           | 78.20          | 5º Q           | 83.25           | 71.86           | 28.65           | 83.25           | 4º              |
| Dusty Henricksen | Slopestyle maschile  | 37.46          | 58.46          | N.D.           | 58.46          | 17º            | Non qualificato | Non qualificato | Non qualificato | Non qualificato | Non qualificato |
| Jamie Anderson   | Big air femminile    | 30.00          | 29.50          | 89.75          | 119.75         | 15ª            | Non qualificata | Non qualificata | Non qualificata | Non qualificata | Non qualificata |
| Hailey Langland  | Big air femminile    | 62.00          | 65.50          | 21.25          | 127.50         | 12ª Q          | 25.25           | 31.00           | 22.25           | 53.25           | 12ª             |
| Julia Marino     | Big air femminile    | DNS            | DNS            | DNS            | DNS            | DNS            | Non qualificata | Non qualificata | Non qualificata | Non qualificata | Non qualificata |
| Courtney Rummel  | Big air femminile    | 44.75          | 56.25          | 38.75          | 101.00         | 19ª            | Non qualificata | Non qualificata | Non qualificata | Non qualificata | Non qualificata |
| Zoe Kalapos      | Halfpipe femminile   | 20.00          | 51.75          | N.D.           | 51.75          | 17ª            | Non qualificata | Non qualificata | Non qualificata | Non qualificata | Non qualificata |
| Chloe Kim        | Halfpipe femminile   | 87.75          | 8.75           | N.D.           | 87.75          | 1ª Q           | 94.00           | 27.00           | 26.25           | 94.00           |                 |
| Maddie Mastro    | Halfpipe femminile   | 65.75          | 51.50          | N.D.           | 65.75          | 13ª            | Non qualificata | Non qualificata | Non qualificata | Non qualificata | Non qualificata |
| Tessa Maud       | Halfpipe femminile   | 53.50          | 10.00          | N.D.           | 53.50          | 16ª            | Non qualificata | Non qualificata | Non qualificata | Non qualificata | Non qualificata |
| Jamie Anderson   | Slopestyle femminile | 74.35          | 53.26          | N.D.           | 74.35          | 5ª Q           | 22.98           | 60.78           | 36.88           | 60.78           | 9ª              |
| Hailey Langland  | Slopestyle femminile | 28.31          | 68.71          | N.D.           | 68.71          | 9ª Q           | 32.05           | 48.35           | 29.93           | 48.35           | 11ª             |
| Julia Marino     | Slopestyle femminile | 2.91           | 71.78          | N.D.           | 71.78          | 6ª Q           | 30.61           | 87.68           | 60.35           | 87.68           |                 |
| Courtney Rummel  | Slopestyle femminile | 37.18          | 48.30          | N.D.           | 48.30          | 18ª            | Non qualificata | Non qualificata | Non qualificata | Non qualificata | Non qualificata |

Parallelo
| Atleta       | Evento                            | Qualificazione | Qualificazione | Ottavi               | Quarti               | Semifinale           | Finale               | Finale          |
| Atleta       | Evento                            | Tempo          | Posizione      | Avversario Risultato | Avversario Risultato | Avversario Risultato | Avversario Risultato | Posizione       |
| ------------ | --------------------------------- | -------------- | -------------- | -------------------- | -------------------- | -------------------- | -------------------- | --------------- |
| Robby Burns  | Slalom gigante parallelo maschile | 1'36"22        | 31º            | Non qualificato      | Non qualificato      | Non qualificato      | Non qualificato      | Non qualificato |
| Cody Winters | Slalom gigante parallelo maschile | 1'27"80        | 29º            | Non qualificato      | Non qualificato      | Non qualificato      | Non qualificato      | Non qualificato |

Cross
| Atleta                              | Evento                    | Posizionamento | Posizionamento | Ottavi    | Quarti          | Semifinale      | Finale          | Finale          |
| Atleta                              | Evento                    | Tempo          | Posizione      | Posizione | Posizione       | Posizione       | Posizione       | Totale          |
| ----------------------------------- | ------------------------- | -------------- | -------------- | --------- | --------------- | --------------- | --------------- | --------------- |
| Nick Baumgartner                    | Snowboard cross maschile  | 1'18"01        | 10º            | 2º Q      | 3º              | Non qualificato | Non qualificato | Non qualificato |
| Mick Dierdorff                      | Snowboard cross maschile  | 1'18"64        | 20º            | 1º Q      | DNF             | Non qualificato | Non qualificato | Non qualificato |
| Hagen Kearney                       | Snowboard cross maschile  | 1'17"81        | 7º             | 3º        | Non qualificato | Non qualificato | Non qualificato | Non qualificato |
| Jake Vedder                         | Snowboard cross maschile  | 1'17"88        | 18º            | 1º Q      | 2º Q            | 3º FB           | 2º              | 6º              |
| Stacy Gaskill                       | Snowboard cross femminile | 1'23"14        | 4ª             | 1ª Q      | 2ª Q            | 3ª FB           | 3ª              | 7ª              |
| Faye Gulini                         | Snowboard cross femminile | 1'23"98        | 7ª             | 1ª Q      | 4ª              | Non qualificata | Non qualificata | Non qualificata |
| Lindsey Jacobellis                  | Snowboard cross femminile | 1'23"44        | 5ª             | 1ª Q      | 1ª Q            | 1ª FA           | 1ª              |                 |
| Meghan Tierney                      | Snowboard cross femminile | 1'25"16        | 16ª            | 2ª Q      | 3ª              | Non qualificata | Non qualificata | Non qualificata |
| Nick Baumgartner Lindsey Jacobellis | Snowboard cross a squadre | N.D.           | N.D.           | N.D.      | 1ª Q            | 2ª FA           | 1ª              |                 |
| Faye Gulini Jake Vedder             | Snowboard cross a squadre | N.D.           | N.D.           | N.D.      | 3ª              | Non qualificata | Non qualificata | Non qualificata |